# Estadi Olímpic de Seül
L'Estadi Olímpic de Seül o Estadi Jamsil de Seül (en coreà: 서울올림픽주경기장) és l'estadi olímpic que es construí el 1984 a la ciutat de Seül (Corea del Sud) per a la celebració dels Jocs Asiàtics de 1986 i que fou l'epicentre dels Jocs Olímpics d'Estiu de 1988.
L'estadi va ser dissenyat per en Kim Swoo-geun amb la intenció d'imitar l'elegant perfil de les corbes d'un gerro de porcellana de la Dinastia Joseon. Els seients dels espectadors es distribueixen en dos nivells, amb tota l'estructura coberta per un sostre retràctil que s'instal·là després dels Jocs Olímpics. Inicialment construït amb una capacitat d'aproximadament 100.000 persones, avui en dia té 69.950 seients.
Seu de les principals activitats en els Jocs Olímpics d'Estiu de 1988, durant la celebració de la Copa del Món de Futbol de 2002 no fou utilitzat com a estadi.